# 総意
総意（そうい）とは、全員の一致した意見・考え。組織全体を構成する構成員全体の直接または間接による意思表示によって帰結される意思、即ち全体に共通する意志の事である。ただ構成員個々人の意思の総和であると考える場合が多いが、ルソーは社会契約論において意思の総和だけでない正しい理念と言う意味（一般意思）で用いた(これをヴォロンテ･ジェネラールともいう)。また、組織または団体の比較多数または一定機関の意思により総意と表現する場合もある(多数決を参照)。

## 参考資料
- 法令用語事典（学陽書房、ISBN 4-313-11308-8）